# Eleição suplementar para governador do Amazonas em 2017
A eleição suplementar para governador do Amazonas em 2017 foi convocada pelo Tribunal Superior Eleitoral mediante o veredicto que cassou a chapa vitoriosa ao governo estadual no pleito de 2014 sob a acusação de compra de votos. Diante de tal sentença, o presidente da Assembleia Legislativa comandou interinamente o Estado até que um novo pleito decidisse quem ocuparia o Palácio Rio Negro. Ao todo nove candidaturas foram registradas para esse fim. Como nenhum candidato a governador assegurou metade mais um dos votos válidos, houve um segundo turno em 27 de agosto entre Amazonino Mendes e Eduardo Braga com a vitória daquele. Segundo a Constituição o novo mandatário completaria o período iniciado por seus antecessores.
Desde a promulgação da Constituição de 1988 a Justiça Eleitoral cassou meia dúzia de governadores a começar por Mão Santa, retirado do poder no Piauí em 6 de novembro de 2001. A seguir veio uma sentença alusiva a Roraima em 2004 e em 2009 Paraíba, Maranhão e Tocantins tiveram seus governadores cassados antes do presente caso amazonense. O sucessor designado na maioria dos casos foi apontado graças a uma interpretação na qual a nulidade de votos decretada pela corte eleitoral teria efeito apenas sobre os infratores preservando a votação de seus adversários e assim o segundo colocado no pleito surgia como o vencedor graças aos sufrágios da "maioria remanescente" que lhe apoiou, exceto no caso do Tocantins onde a decisão do TSE levou a uma eleição indireta, pois a chapa cassada fora eleita em primeiro turno. Entretanto, desde as alterações no Código Eleitoral em 2015, a impugnação de mandatos pela Justiça Eleitoral terá como resultante a eleição direta, exceto se a vacância ocorrer a menos de seis meses do fim do mandato.
Estreantes na vida pública após as eleições de 1982, Amazonino Mendes e Eduardo Braga eram adversários políticos: o primeiro compunha as hostes do PMDB e fora nomeado prefeito biônico de Manaus pelo governador Gilberto Mestrinho enquanto o outro se elegeu à Assembleia Legislativa do Amazonas via PDS. Em 1986 eles estavam no partido de Ulysses Guimarães com Mendes eleito governador e Braga reeleito deputado estadual numa aliança onde ambos seguiram juntos para o PDC e em 1990 foram eleitos para o Congresso Nacional. Em 1992 Amazonino Mendes renunciou ao mandato de senador para assumir a prefeitura de Manaus e Eduardo Braga renunciou ao mandato de deputado federal para assumir a vice-prefeitura e com a renúncia do alcaide em 1994 para disputar e vencer a eleição para o Palácio Rio Negro, Eduardo Braga tornou-se prefeito da capital amazonense e nesse interregno transitaram por legendas como PPR e PPB, surgidas após a extinção do PDC, em 1993.
A aliança entre os políticos em questão foi rompida em 1998 quando Amazonino Mendes foi reeleito governador ao vencer Eduardo Braga, situação inversa à de 2006 quando Braga assegurou sua recondução ao governo estadual ao suplantar Mendes. O pleito extraordinário de 2017 marcou, portanto, o terceiro embate entre os aliados de outrora. Nascido em Eirunepé o advogado Amazonino Mendes graduou-se em 1969 pela Universidade Federal do Amazonas e antes de começar a advogar trabalhara junto ao Departamento de Estradas de Rodagem do referido estado. Não obstante o currículo exposto acima, Amazonino Mendes pertenceu também ao PFL e nele perdeu a eleição para a prefeitura manauara em 2004. Após sair do partido foi eleito prefeito de Manaus via PTB em 2008 não disputando a reeleição. Afastado do meio político durante algum tempo, ingressou no PDT e foi eleito para o quarto mandato como governador do Amazonas em 2017.

## Resultado da eleição para governador

### Primeiro turno
Com informações colhidas junto ao Tribunal Superior Eleitoral.
| Candidatos a governador do estado | Candidatos a vice-governador | Número | Coligação                                                                   | Votação    | Percentual |
| --------------------------------- | ---------------------------- | ------ | --------------------------------------------------------------------------- | ---------- | ---------- |
| Amazonino Mendes PDT              | Bosco Saraiva PSDB           | 12     | Movimento pela reconstrução do Amazonas (PDT, PSDB, PSD, DEM, PRB, PV, PSC) | 577.397    | 38,77%     |
| Eduardo Braga PMDB                | Marcelo Ramos PR             | 15     | União pelo Amazonas (PMDB, PR, PTB, SD, PCdoB, PSDC)                        | 377.680    | 25,36%     |
| Rebecca Garcia PP                 | Felipe Souza PODE            | 11     | Coragem para renovar (PP, PODE, PTdoB)                                      | 268.922    | 18,06%     |
| José Ricardo Wendling PT          | Sinésio Campos PT            | 13     | PT (sem coligação)                                                          | 181.257    | 12,17%     |
| Luiz Castro REDE                  | João Victor Tayah PSOL       | 18     | O começo de uma grande mudança (REDE, PSOL)                                 | 39.240     | 2,63%      |
| Wilker Barreto PHS                | Jacqueline Pinheiro PHS      | 31     | Por um novo Amazonas (PHS, PEN, PMB, PTC, PRTB)                             | 22.623     | 1,52%      |
| Marcelo Serafim PSB               | Sirlan Cohen PMN             | 40     | Coragem e atitude para mudar o Amazonas (PSB, PMN)                          | 18.877     | 1,27%      |
| Jardel Deltrudes PPL              | Fabiana Wilkens PPL          | 54     | PPL (sem coligação)                                                         | 3.362      | 0,23%      |
| Liliane Araújo PPS                | Jeverson Lobo PPS            | 23     | PPS (sem coligação)                                                         | indeferida | indeferida |

### Segundo turno
Com informações colhidas junto ao Tribunal Superior Eleitoral.
| Candidatos a governador do estado | Candidatos a vice-governador | Número | Coligação                                                                   | Votação | Percentual |
| --------------------------------- | ---------------------------- | ------ | --------------------------------------------------------------------------- | ------- | ---------- |
| Amazonino Mendes PDT              | Bosco Saraiva PSDB           | 12     | Movimento pela reconstrução do Amazonas (PDT, PSDB, PSD, DEM, PRB, PV, PSC) | 782.933 | 59,21%     |
| Eduardo Braga PMDB                | Marcelo Ramos PR             | 15     | União pelo Amazonas (PMDB, PR, PTB, SD, PCdoB, PSDC)                        | 539.318 | 40,79%     |

## Debates

### Debates televisionados no 1º turno
| Data        | Organizador(es)        | Mediador          | Eduardo Braga (PMDB) | Amazonino Mendes (PDT) | Liliane Araujo (PPS) | Rebecca Garcia (PP) | Luiz Castro (REDE) | Marcelo Serafim (PSB) | José Ricardo (PT) | Wilker Barreto (PHS) | Jardel Deltrudes (PPL) |
| ----------- | ---------------------- | ----------------- | -------------------- | ---------------------- | -------------------- | ------------------- | ------------------ | --------------------- | ----------------- | -------------------- | ---------------------- |
|             |                        |                   |                      |                        |                      |                     |                    |                       |                   |                      |                        |
| 1º turno    |                        |                   |                      |                        |                      |                     |                    |                       |                   |                      |                        |
| 17 de julho | Band Amazonas          | Otávio Ceschi Jr. | Ausente              | Ausente                | Presente             | Presente            | Presente           | Presente              | Presente          | Presente             | Não convidado          |
| 3 de agosto | TV Amazonas Rede Globo | Carlos Tramontina | Presente             | Presente               | Presente             | Presente            | Presente           | Presente              | Presente          | Presente             | Não convidado          |

### Debates televisionados no 2º turno
| Data         | Organizador(es)        | Mediador             | Eduardo Braga (PMDB) | Amazonino Mendes (PDT) |  |
| ------------ | ---------------------- | -------------------- | -------------------- | ---------------------- |  |
|              |                        |                      |                      |                        |  |
| 2º turno     |                        |                      |                      |                        |  |
| 25 de agosto | TV Amazonas Rede Globo | José Roberto Burnier | Presente             | Ausente                |  |